# امین (فیلم)
امین (فرانسوی: Amin‎) فیلمی به کارگردانی فیلیپ فوکون است که در سال ۲۰۱۸ اکران شد.

## خلاصه داستان
امین جوانی سنگالی است که خانواده خود را در سنگال رها کرده و به امید کسب درآمد به فرانسه رفته‌است.